# 泖塔
泖塔(mǎo tǎ)，又名长水塔，位于上海市青浦区朱家角镇泖河中的太阳岛，是一座五层的方形楼阁式砖木塔。该塔始建于唐代，曾于夜间在塔身挂灯，以作为泖河航运的航标使用，是为中国最早的人工航标。该塔周围曾见建有塔院，以作为来往人员休息治所。1962年和1980年，泖塔被两次列为上海市文物保护单位。1997年，泖塔经修复得以恢复原貌。1998年，泖塔被国际航标协会理事会批准为100座世界历史文物灯塔之一。

## 历史
泖塔始建于唐代乾符年间（874-879年）。该塔建于泖湖的湖心岛上，故而得名。建成之后的塔身夜间挂灯，作为周边航船的航标，是为中国最早的人工航标。此外泖塔的周围建有塔院，塔院内凿有水井，修有凉亭，船舶停到岛旁可以在塔院喝茶休息。南宋淳祐十年（1250年），泖塔归属湖滨新建成的福田寺所有，此时又得名为长水塔。明朝嘉靖年间（1522-1566年）该塔得以维修。之后泖湖因淤塞和围垦等原因仅剩下泖河一条河道，泖塔则处于泖河的河心岛中。
1918年时，福田寺在兵乱之中大部被毁，泖塔的塔身仍然完整，但腰檐出现毁损，平座和栏杆均有残缺，塔刹仅存莲座和相轮。中华人民共和国成立时，福田寺仅存该塔。1953年，泖塔文物保管所成立。为保护文物，泖塔此后禁止游人攀登。1959年，泖塔被列为青浦县文物保护单位。1962年，泖塔被列为上海市文物保护单位。1980年泖塔被重新公布为第二批上海市文物保护单位。1995年11月泖塔得以修缮，1997年工程完工之后基本恢复原貌。1998年，泖塔被国际航标协会理事会批准为100座世界历史文物灯塔之一。2023年，泖塔启动修缮工程，工期约5个月。

## 结构
泖塔位于上海市青浦区朱家角镇泖河中的太阳岛上，该塔高29米，为砖木方塔，整体建筑具有唐代风格。该塔共分五层，每层有相对的两面开壸门，另两面为假门，相邻两层的门方向转换。壸门过道顶有砖砌叠涩藻井。每层塔身顶部均外伸塔檐，塔檐上方有砖砌三层叠涩菱角牙子，菱角牙子上方建有平座和栏杆。塔顶建有塔刹。